# 葡萄糖1-脱氢酶
葡萄糖1-脱氢酶（英語：glucose 1-dehydrogenase，EC 1.1.1.47 （页面存档备份，存于））是一种以NAD+或NADP+为受体、作用于供体CH-OH基团上的氧化还原酶，化学式为:C4052H6260O1205N1100S22。这种酶能催化以下酶促反应：
β-D-葡萄糖 + NAD(P)+ {\displaystyle \rightleftharpoons } D-葡萄糖酸-1,5-内酯 + NAD(P)H + H+
葡萄糖1-脱氢酶主要参与磷酸戊糖途径。这种酶也能氧化D-木糖。

## 结构研究
至2007年末，这类酶已被解析出9个三级结构，其PDB编码分别为1G6K、1GCO、1GEE、1RWB、1SPX、2B5V、2B5W、2CD9以及2CDA。